# Merther
Merther – osada w Anglii, w Kornwalii, w dystrykcie (unitary authority) Kornwalii, w civil parish St Michael Penkevil. Leży 3,6 km od miasta Truro i 372,5 km od Londynu. W 1931 roku civil parish liczyła 150 mieszkańców.